# Anthicus antilleorum
Anthicus antilleorum es una especie de coleóptero de la familia Anthicidae.

## Distribución geográfica
Habita en Cuba.